# Donsol
0 é um município de  terceira classe de renda municipal (d) na província Sorsogon, nas Filipinas. De acordo com o censo de 1 de maio  de  2020 possui uma população de 50 281 pessoas e 11 262 domicílios.